# Darío Martínez
Norman Darío Martínez (Ingeniero Luis A. Huergo, Río Negro, 3 de septiembre de 1974) es un político argentino. Fue secretario de Energía de la Nación Argentina entre el 21 de agosto de 2020 y el 4 de agosto de 2022

## Biografía
Nació en Ingeniero Luis A. Huergo, Río Negro. Estudió la carrera de contador público en la Universidad Nacional del Comahue pero no se graduó.
En 2005 asumió como  concejal de la capital neuquina, permaneciendo en el cargo hasta 2013. En 2011 fue candidato a intendente de Neuquén, quedando en el cuarto lugar con el 7% de los votos.
En 2013 compitió como segundo candidato a Diputado Nacional por el Frente para la Victoria, pero no logró la banca. En marzo de 2016 asume como Diputado de la Nación en reemplazo de Nanci Parrilli, siendo reelecto en 2017 bajo la candidatura de Unidad Ciudadana para la Victoria. En 2019 volvió a competir como diputado, siendo electo y renunciando a su mandato 2017-2021, mandato que cumple el diputado Carlos Alberto Vivero.
Durante su tarea legislativa entre 2015 y 2020 ocupó la presidencia de la comisión de Energía y combustibles y la vocalía en otras cinco comisiones. En agosto de 2020 fue designado por Alberto Fernández para la Secretaría de Energía de la Nación Argentina, en reemplazo de Sergio Lanziani. Su reemplazo en la Cámara de Diputados fue Guillermo Carnaghi, pese a un intento de que la banca la ocupase una mujer, segunda candidata en la lista; Asunción Díaz Trabalón.